# ウアスコ県
ウアスコ県（スペイン語: Provincia de Huasco）は、チリのアタカマ州 (第III州) の3つの県のうちの1つである。県都はバエナル。

## 地理と人口動態
以下は、国立統計研究所の2002年国勢調査による。
- 面積：18,201.5 km2 (7,028 sq mi)
- 人口：66,491人
  - 都市的地域：53,664人（80.7%）
  - 地方：12,827人（19.3%）
  - 人口増加率：2.7%（1,761人） - 1992年〜2002年
- 人口密度：3.7人/k㎡（10人/平方マイル）

## 行政
県であるウアスコは、第2級行政区画であり、4つのコムーナ（スペイン語：comunas）から構成される。Fernando Flores Fredesは、大統領のセバスティアン・ピニェラに任命された。

### コムーナ
1. バエナル
2. フレイリナ
3. ウアスコ
4. アルト・デル・カルメン